# Maglód
Maglód es una ciudad húngara perteneciente al distrito de Vecsés en el condado de Pest, con una población en 2013 de 11 753 habitantes.
Se conoce su existencia desde el año 1200, cuando es mencionada la localidad en un documento de Bele Regis Notarius.
Se ubica en la periferia oriental de la capital nacional Budapest, en la salida de la capital por la carretera 31 que lleva a Jászberény.